# پرواز شماره ۴۴۷ ایر فرانس

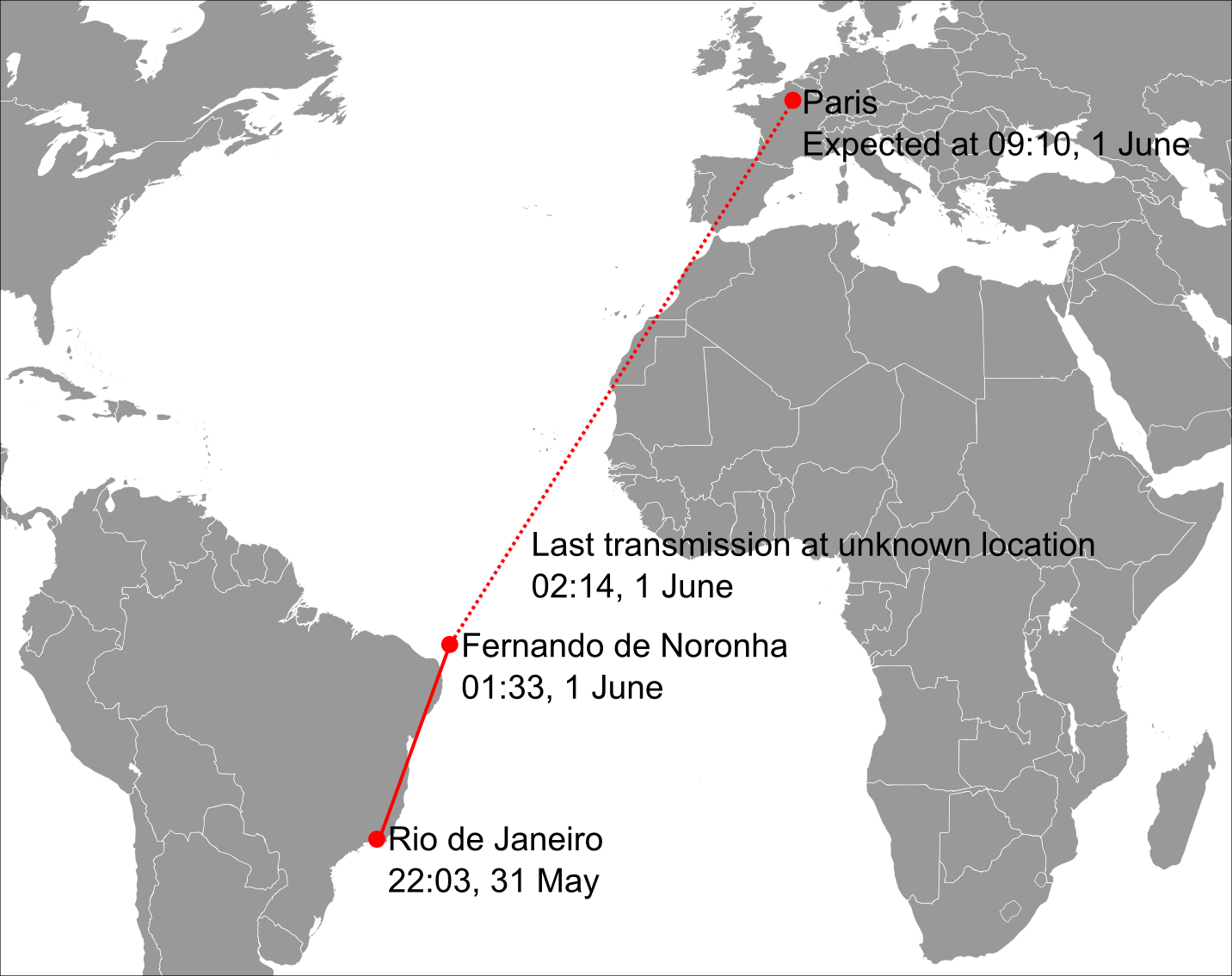
نقشه پرواز شماره ۴۴۷

پرواز شماره ۴۴۷ ایر فرانس، پروازی بود از مبدأ ریو دوژانیرو به پاریس که در تاریخ ۱ ژوئن ۲۰۰۹ از صفحه رادار ناپدید شد و بعداً معلوم شد که سقوط کرده است. این پرواز ۲۲۸ نفر سرنشین داشت. از این تعداد ۲۱۶ نفر مسافر و ۱۲ نفر خدمه پرواز بوده‌اند. ساعاتی پس از پرواز این هواپیما خلبان این پرواز وجود اشکال در سیستم برق هواپیما را گزارش کرد.
احتمال می‌رود رعد و برق باعث بروز سانحه برای این هواپیما شده باشد. آخرین پیام اتوماتیک ارسال‌شده از هواپیما برای برج مراقبت فرودگاه دوگل حاکی از نقص فنی و اتصال برق، بوده است. پس از ناپدید شدن، سخنگوی شرکت هواپیمایی ایرفرانس اعلام کرد که جستجو برای یافتن این هواپیما و اطلاع از سرنوشت آن آغاز شده است.لاشه هواپیمایی که به احتمال زیاد مربوط به این هواپیمای مفقود شده است. در اقیانوس اطلس یافته شده است پس از تحقیقات بیشتر، طی دو سال بعد جعبه‌های سیاه و ۱۳۰ جسد دیگر نیز پیدا شد. دلیل سقوط این هواپیما گیج شدن کمک خلبان دوم در پیدا کردن علائم یخ زدگی بود و در نتیجه هواپیما در حالت واماندگی قرار گرفت و سقوط کرد

## مسافران هواپیما
| ملیت                | مسافران | خدمه پرواز | مجموع |
| ------------------- | ------- | ---------- | ----- |
| آرژانتین            | ۲       | ۰          | ۲     |
| اتریش               | ۱       | ۰          | ۱     |
| بلژیک               | ۱       | ۰          | ۱     |
| برزیل               | ۴۸      | ۱          | ۴۹    |
| کانادا              | ۱       | ۰          | ۱     |
| چین                 | ۹       | ۰          | ۹     |
| کرواسی              | ۱       | ۰          | ۱     |
| دانمارک             | ۱       | ۰          | ۱     |
| استونی              | ۱       | ۰          | ۱     |
| فرانسه              | ۴۹      | ۱۱         | ۶۰    |
| گابن                | ۱       | ۰          | ۱     |
| آلمان               | ۲۶      | ۰          | ۲۶    |
| مجارستان            | ۴       | ۰          | ۴     |
| ایسلند              | ۱       | ۰          | ۱     |
| جمهوری ایرلند       | ۳       | ۰          | ۳     |
| ایتالیا             | ۹       | ۰          | ۹     |
| لبنان               | ۳       | ۰          | ۳     |
| مراکش               | ۳       | ۰          | ۳     |
| هلند                | ۱       | ۰          | ۱     |
| نروژ                | ۳       | ۰          | ۳     |
| فیلیپین             | ۱       | ۰          | ۱     |
| لهستان              | ۲       | ۰          | ۲     |
| رومانی              | ۱       | ۰          | ۱     |
| روسیه               | ۱       | ۰          | ۱     |
| اسلواکی             | ۳       | ۰          | ۳     |
| آفریقای جنوبی       | ۱       | ۰          | ۱     |
| کره جنوبی           | ۱       | ۰          | ۱     |
| اسپانیا             | ۱       | ۰          | ۱     |
| سوئد                | ۳       | ۰          | ۳     |
| سوئیس               | ۶       | ۰          | ۶     |
| ترکیه               | ۱       | ۰          | ۱     |
| بریتانیا            | ۵       | ۰          | ۵     |
| ایالات متحده آمریکا | ۲       | ۰          | ۲     |
| مجموع (۳۳ ملیت)     | ۲۱۶     | ۱۲         | ۲۲۸   |

جزئیات تعداد و ملیت مسافرانی که در هواپیما حضور داشتند.